# Leônidas Sampaio
Leônidas Sampaio Fernandes, ou apenas Leônidas Sampaio, (Petrópolis, 10 de junho de 1932 – , 10 de agosto de 1993) foi um dentista e político brasileiro, outrora deputado federal Rio de Janeiro.

## Dados biográficos
Filho de José Martins Fernandes Filho e Célia Sampaio Fernandes. Graduado como cirurgião-dentista pela Universidade Federal de Juiz de Fora em 1955, possui especialização em Odontorradiologia. Filiado ao MDB, fez sua carreira política no Rio de Janeiro, elegendo-se deputado estadual em 1970 e deputado federal em 1974 e 1978. Correligionário de Amaral Peixoto até romperem politicamente, aliou-se ao governador Chagas Freitas, a quem seguiu na filiação ao PP mediante a restauração do pluripartidarismo em 1980. No final do ano seguinte seu partido foi incorporado ao PMDB, ocasionando a reeleição de Leônidas Sampaio em 1982. Durante a legislatura em curso, votou a favor da Emenda Dante de Oliveira em 1984 e em Tancredo Neves no Colégio Eleitoral em 1985, encerrando a vida pública ao final do mandato.
Pai de Leandro Sampaio, eleito prefeito de Petrópolis em 1996 e deputado federal em 2006, dentre outros cargos públicos.